# Wolfgang von Oettingen
Wolfgang von Oettingen (* 13. Märzjul. / 25. März 1859greg. in Dorpat, Livland; † 20. Dezember 1943 in Bonn) war ein deutsch-baltischer Kunst- und Literaturhistoriker.

## Familie
Er entstammte einem alten, ursprünglich aus Westfalen stammenden Adelsgeschlecht und war der Sohn des Medizinprofessors Georg von Oettingen (1824–1916), Rektor der Universität Dorpat, und seiner ersten Ehefrau Marie von Seidlitz (1832–1903). Sein Halbbruder aus der zweiten Ehe seines Vaters war der Superintendent Herbert von Oettingen (1878–1946).
Oettingen heiratete am 24. Juni 1887 in Berlin Caroline Wilmanns (* 28. Mai 1858 in Berlin; † 1941 auf Burg Reichenberg in Reichenberg, Rhein-Lahn-Kreis), die Tochter des preußischen Baurats Franz Wilmanns und der Josephine Eickenbusch. Das Paar hatte drei Kinder, darunter Karljohann von Oettingen (* 1891; † 1953), Gynäkologe und Professor in Heidelberg.

## Leben
Er besuchte ab 1872 die Landesschule Pforta bei Naumburg, studierte ab 1878 in Straßburg Germanistik und wurde dort 1882 mit einer Arbeit über Georg Greflinger promoviert. Ein enger Freund aus der Zeit in Schulpforta war der spätere Reichskanzler Theobald von Bethmann Hollweg. Er schloss ein Studium der Kunstgeschichte in Straßburg und Leipzig an. Von 1884 bis 1886 war er Volontär am Kupferstichkabinett in Berlin. 1888 habilitierte er sich an der Universität Marburg mit einer Arbeit über den italienischen Bildhauer und Architekten Filarete für das Fach Neuere Kunstgeschichte und lehrte dort anschließend als Privatdozent. Von 1892 bis 1897 unterrichtete er als Professor für Kunst- und Literaturgeschichte an der Kunstakademie Düsseldorf. Von 1897 bis 1905 wirkte er als erster ständiger Sekretär der Königlichen Akademie der Künste zu Berlin. 1905 bis 1909 lebte er als Privatgelehrter auf Burg Reichenberg bei Sankt Goarshausen, die er 1880 von seiner Tante Charlotte Gräfin von Mellin geerbt hatte. 1909 wurde er Direktor des Goethe-Nationalmuseums in Weimar, ab 1911 war er auch Direktor des Goethe- und Schiller-Archivs.
1918 trat er aus gesundheitlichen Gründen zunächst als Leiter des Goethe-Schiller-Archivs und als Mitglied des geschäftsführenden Ausschusses der Goethe-Gesellschaft zurück, kurze Zeit später auch als Direktor des Goethe-Nationalmuseums. Sein Nachfolger im Amt wurde der Germanist Hans Wahl. Anschließend privatisierte er auf Burg Reichenberg. Er war aber noch bis 1932 Mitglied im Vorstand der Goethe-Gesellschaft und wurde mit seinem Ausscheiden zum Ehrenmitglied ernannt.

## Publikationen (Auswahl)
- Über Georg Greflinger von Regensburg als Dichter, Historiker und Übersetzer. Eine literarhistorische Untersuchung (= Quellen und Forschungen zur Sprach- und Culturgeschichte der germanischen Völker, Band  49). Straßburg 1882 (Dissertation).
- Der Bildhauer-Architekt Antonio Averlino genannt Filarete. Eine kunstgeschichtliche Studie. Habilitationsschrift, Marburg 1888 (archive.org).
- Über das Leben und die Werke des Antonio Averlino, genannt Filarete. Eine Studie (= Beiträge zur Kunstgeschichte, N.F. Band 6). Leipzig 1888 (archive.org).
- Daniel Chodowiecki. Ein Berliner Künstlerleben im achtzehnten Jahrhundert. Berlin 1895.
- Die Königliche Akademie der Künste zu Berlin 1696–1900. Berlin 1900
- Aus stiller Werkstatt. Natur u. Kunst, Erlebtes und Erdachtes. Leipzig 1908.
- Goethe und Tischbein. Goethe-Gesellschaft, Weimar 1910.
- mit Anton Mayer: Zwanzig Zeichnungen alter Meister aus Goethes Sammlung. Goethe-Gesellschaft, Weimar 1914.
- Das Weimarische Goethehaus und seine Einrichtung. In: Jahrbuch der Goethe-Gesellschaft, 2, 1915, S. 206–226.